# Liste der Flughäfen in der Republik Kongo
Die Liste der Flughäfen in der Republik Kongo zeigt die zivilen Flughäfen des afrikanischen Staates Republik Kongo, geordnet nach Orten.
| Ort           | ICAO-Code | IATA-Code | Name des Flughafens             |
| ------------- | --------- | --------- | ------------------------------- |
| Aubeville     | FCBU      |           | Flughafen Aubeville             |
| Bangamba      | FCPB      |           | Flughafen Bangamba              |
| Bétou         | FCOT      | BTB       | Flughafen Bétou                 |
| Bomassa       |           |           | Flughafen Bomassa               |
| Boundji       | FCOB      | BOE       | Flughafen Boundji               |
| Brazzaville   | FCBB      | BZV       | Flughafen Brazzaville Maya-Maya |
| Djambala      | FCBD      | DJM       | Flughafen Djambala              |
| Dolisie       | FCPD      | DIS       | Flughafen Dolisie               |
| Enyele        |           |           | Flughafen Enyele                |
| Ewo           | FCOE      | EWO       | Flughafen Ewo                   |
| Gamboma       | FCOG      | GMM       | Flughafen Gamboma               |
| Gokango       | FCMG      |           | Flughafen Gokango               |
| Impfondo      | FCOI      | ION       | Flughafen Impfondo              |
| Irogo         | FCMI      |           | Flughafen Irogo                 |
| Kele Kibangou | FCMK      |           | Flughafen Kele Kibangou         |
| Kellé         | FCOK      | KEE       | Flugplatz Kellé                 |
| Kibangou      | FCPG      |           | Flughafen Kibangou              |
| Kindamba      | FCBK      | KNJ       | Flughafen Kindamba              |
| La Louila     | FCBA      |           | Flughafen La Louila             |
| Lague         | FCBL      | LCO       | Flughafen Lague                 |
| Leboulou      | FCML      |           | Flughafen Leboulou              |
| Legala        | FCMY      |           | Flughafen Legala                |
| Leganda       | FCPE      |           | Flughafen Leganda               |
| Lekana        |           | LKC       | Flughafen Lekana                |
| Loubetsi      | FCPI      |           | Flughafen Loubetsi              |
| Loufoula      | FCMF      |           | Flughafen Loufoula              |
| Loukanyi      | FCPY      |           | Flughafen Loukanyi              |
| Loutété       | FCBT      |           | Flughafen Loutété               |
| M'passa       | FCBP      |           | Flughafen M'passa               |
| Makabana      | FCPA      | KMK       | Flughafen Makabana              |
| Makoua        | FCOM      | MKJ       | Flughafen Makoua                |
| Mandoro       | FCMO      |           | Flughafen Mandoro               |
| Marala        | FCMR      |           | Flughafen Marala                |
| Matoko        |           |           | Flughafen Matoko                |
| Mavinza       | FCMA      |           | Flughafen Mavinza               |
| Mokabi        |           |           | Flughafen Mokabi                |
| Mossendjo     | FCMM      | MSX       | Flughafen Mossendjo             |
| Mouyondzi     | FCBM      | MUY       | Flughafen Mouyondzi             |
| N'gongo       | FCMN      |           | Flughafen N'gongo               |
| N'komo        | FCPK      |           | Flughafen N'komo                |
| N'Zabi        | FCMZ      |           | Flughafen N'Zabi                |
| N'Ziba        | FCMB      |           | Flughafen N'Ziba                |
| Nkayi         | FCBY      | NKY       | Flughafen Yokangassi            |
| Noumbi        | FCPN      |           | Flughafen Noumbi                |
| Nyanga        | FCMS      |           | Flughafen Nyanga                |
| Okoyo         |           | OKG       | Flughafen Okoyo                 |
| Ouésso        | FCOU      | OUE       | Flughafen Ouésso                |
| Owando        | FCOO      | FTX       | Flughafen Owando                |
| Oyo           | FCOD      | OLL       | Flughafen Oyo                   |
| Pemo          | FCPO      |           | Flughafen Pemo                  |
| Pointe-Noire  | FCPP      | PNR       | Flughafen Pointe-Noire          |
| Sibiti        | FCBS      | SIB       | Flughafen Sibiti                |
| Sidetra       | FCMD      |           | Flughafen Sidetra               |
| Souanké       | FCOS      | SOE       | Flughafen Souanké               |
| Thanry        |           |           | Flughafen Thanry                |
| Zanaga        | FCBZ      | ANJ       | Flughafen Zanaga                |